# Auflance
Auflance é uma comuna francesa na região administrativa de Grande Leste, no departamento Ardenas. Estende-se por uma área de 6,12 km². Em 2010 a comuna tinha 91 habitantes (densidade: 14,9 hab./km²).